# نیروی هوایی روسیه
نیروی هوایی روسیه (به روسی [Военно-воздушные силы России]) نیروی هوایی ارتش روسیه است.
این نیرو، بعد از نیروی هوایی آمریکا دومین نیروی هوایی قدرتمند در جهان می‌باشد.
نیروی هوایی روسیه هم اینک تحت فرماندهی ژنرال الکساندر زلین قرار دارد. در عین حال نیروی دریایی روسیه نیز بخش هوایی جداگانه خود را دارد که «هوانوردی دریایی روسیه» نامیده می‌شود. این بخش در زمان شوروی AV-MF نامیده می‌شد.
پس از فروپاشی اتحاد شوروی و تقسیم آن به پانزده جمهوری مستقل در دسامبر ۱۹۹۱، تجهیزات و پرسنل نیروی هوایی شوروی (نیروی هوایی سرخ) میان جمهوری‌های تازه تقسیم شد. از این میان، ۴۰ درصد تجهیزات و ۶۵ درصد پرسنل نیروی هوایی شوروی به روسیه تعلق گرفت
نیروی هوایی روسیه نیز دارای بیش از ۳٬۰۰۰ فروند جنگنده و هواپیما، ۱٬۱۲۰ فروند هلیکوپتر و ۱٬۲۱۸ فرودگاه عملیاتی است. بیشتر توان‌ها یا ذخیره است یا محرمانه محسوب می‌شود و به همین دلیل تعداد و وضعیت نیروها، پایگاه‌ها و تجهیزات معلوم نیست.
به مقاله فهرست هواگردهای نظامی فعال روسیه مراجعه شود.